# John Kay (musicus)
Joachim Fritz Krauledat (Tilsit, 12 april 1944) is een Duits-Canadees singer-songwriter en gitarist en vooral bekend als oprichter en lid van de band Steppenwolf.
John Kay werd op 12 april 1944 geboren in Tilsit (Oost-Pruisen, destijds Duits, sinds 1945 Russisch). Hij heeft zijn vader nooit gekend. Deze stierf als Duits soldaat aan het oostfront in Rusland. Zijn moeder vluchtte aan het eind van de oorlog voor het oprukkende Rode Leger naar Arnstadt. In 1948 ontvluchtte de familie Oost-Duitsland en Kay groeide verder op in Hannover. Hier werd hij beïnvloed door de muziek van Amerikaanse legerzender AFN. Hij, zijn moeder en stiefvader emigreerden in 1958 naar Toronto in Canada.
Na de high school te hebben doorlopen, zwierf John door Noord-Amerika waar hij in diverse bars en coffee houses akoestische blues speelde. Hij stapte in 1965 in de band The Sparrow toen hij op Toronto's Yorkville speelde. De band verkaste naar San Francisco via New York en werd een deel van de music scene van de Bay Area. Vervolgens verhuisde de band naar Los Angeles, waar de band in 1967 uit elkaar viel.
Aangemoedigd door Gabriel Mekler, producer van ABC-Dunhill Records, richtte John Kay de band Steppenwolf op. Sinds 1968 hebben John Kay en de band 38 albums uitgebracht.
In 2004 kreeg Kay de eer een plaats te krijgen op de Canadese Walk of Fame, die verkregen wordt door een beoordeling van een speciale commissie, in tegenstelling tot die in Hollywood, waar geld een grote rol speelt.
John Kay lijdt aan achromatopsie, een zeldzame oogaandoening, welke leidde tot volledige kleurenblindheid en een overgevoeligheid voor licht. Daardoor draagt Kay eigenlijk altijd een zonnebril, wat zijn 'handelsmerk' is geworden.

## Discografie

### Studioalbums (als John Kay & Sparrow)
- 1969: John Kay & Sparrow (opnamen 1966–1967)
- 1993: John Kay & Sparrow (opnamen 1966–1967 geremasterd en aangevuld met enkele nummers)

### Studioalbums (als Steppenwolf)
- 1967: Steppenwolf
- 1968: The Second
- 1969: At Your Birthday Party
- 1969: Monster
- 1970: 7
- 1971: For Ladies Only
- 1974: Slow Flux
- 1975: Hour of the Wolf
- 1976: Skullduggery

### Studioalbums (als John Kay & Steppenwolf)
- 1982: Wolf Tracks
- 1984: Paradox
- 1987: Rock & Roll Rebels
- 1990: Rise & Shine
- 1996: Feed the fire

### Livealbums
- 1969: Early Steppenwolf Live (nog opgenomen als The Sparrow in 1967)
- 1970: Steppenwolf Live (als Steppenwolf)

### Livealbums (als John Kay & Steppenwolf)
- 1981: Live in London
- 1995: Live at 25
- 2004: Live in Louisville

### Studioalbums als soloartiest
- 1972: Forgotten Songs and Unsung Heroes (debuut als soloartiest)
- 1973: My Sportin' Life
- 1978: All in Good Time
- 1987: Lone Steppenwolf
- 1997: The Lost Heritage Tapes
- 2001: Heretics and Privateers